# Davagna
Davagna est une commune de la ville métropolitaine de Gênes dans la Ligurie en Italie.

## Administration
| Période                                  | Période  | Identité                | Étiquette | Qualité |
| ---------------------------------------- | -------- | ----------------------- | --------- | ------- |
| 14 juin 2004                             | En cours | Candido Claudio Cevasco |           |         |
| Les données manquantes sont à compléter. |          |                         |           |         |

### Hameaux
Calvari, Capenardo, Cavassolo, Dercogna, Maggiolo, Marsiglia, Meco, Moranego, Paravagna, Piancarnese, Piè di Rosso, Rosso, Scoffera, Sella, Sottana, Sottocolle, Villamezzana

### Communes limitrophes
Bargagli, Gênes, Lumarzo, Montoggio, Torriglia